# قوس الدماغ متعدد الألوان

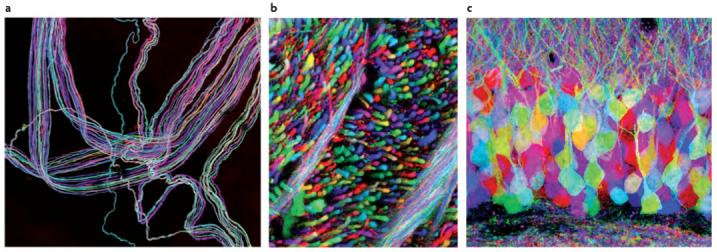
ثلاثة أقواس دماغية من الخلايا العصبية للفأر (ليختمان وسانيس 2008)

قوس الدماغ  متعدد الألوان: هو عملية تمييز الخلايا العصبية الفردية باستخدام البروتينات الفلورية عن الخلايا المجاورة بالتالى تمييز كل خلية عصبية بلون مميز
وقد اسهمت هذه التقنية مساهمة كبيرة بمجال الوصلات العصبية.
تم تطوير هذه التقنية في الأصل في عام 2007 من قبل فريق جامعة هارفارد بقيادة جيف ليشتمان وجوشوا سانيس
وهذه الطريقة تسمح بأكثر من 100 خلية عصبية في نفس الوقت

## أساليب

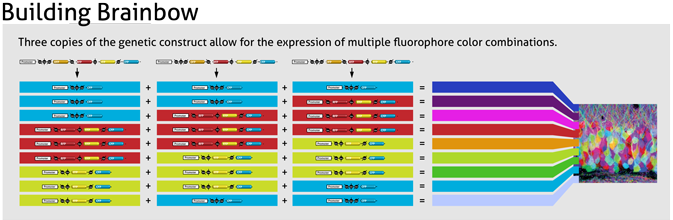
تسمح ثلاث نسخ من التركيب الجيني بالتعبير عن مجموعات ألوان متعددة الفلوروفور. لوسون كورتز وآخرون. / جامعة ديوك

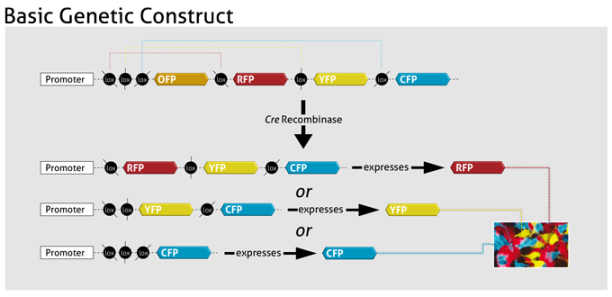
التركيب الجيني الأساسي لـ Brainbow1. لوسون كورتز وآخرون. / جامعة ديوك

تعتمد تقنيات قوس الدماغ  متعدد الألوان على إعادة تركيب كري لوكس
حيث يؤدي انزيم إعادة التركيب كري إلى انعكاس أو استئصال الحمض النووي بين مواقع لوكسب
يتطلب قوس الدماغ  متعدد الألوان سلالتين من الكائنات الحية المعدلة وراثيًا: واحدة تعبر عن انزيم إعادة التركيب كري والأخرى التي تم نقلها باستخدام عدة إصدارات من بنية لوكسب/إكس إف بي
يتيح استخدام نسخ متعددة إكس إف بي أن تتحد بطريقة يمكن أن تعطي 100 لون مختلف.
وبالتالي يتم تصنيف كل خلية عصبية بتدرج مختلف بناءً على تعبيرها التوافقي والعشوائي للبروتينات الفلورية.
يتم تصوير شرائح الدماغ بالفحص المجهري متحد البؤر من أجل اظهار أنماط التعبير إكس إف بي التفاضلية بشكل مرئي
فعند التعرض لفوتون بطول موجة الإثارة الخاصة به، يصدر كل فلوروفور إشارة يتم جمعها في قناة حمراء أو خضراء أو زرقاء
ويتم تحليل تركيبة الضوء الناتجة باستخدام برنامج تحليل البيانات
يسمح تراكب الخلايا العصبية الملونة التفاضلية بفك التشابك البصري للدوائر العصبية المعقدة.
حتى الآن تم اختبار قوس الدماغ  متعدد الألوان في الغالب على الفئران

## قيود التجربة
كما هو الحال مع أي تقنية تصوير عصبي، فإن تقنية قوس الدماغ  متعدد الألوان لديها عدد من القيود التي تطلب تخطيطًا مكثفًا قبل إجراء التجربة على سبيل المثال: عملية تربية سلالتين على الأقل من الحيوانات المعدلة وراثيا من الخلايا الجذعية الجنينية
كما ان الطبيعة العشوائية لتعبير البروتينات الفلورية فإن العلماء غير قادرين على التحكم بدقة في وضع العلامات على الدوائر العصبية مما قد يؤدي إلى ضعف التعرف على الخلايا العصبية المحددة
بالثدييات: استخدام قوس الدماغ  متعدد الألوان يعوقه التنوع المذهل للخلايا العصبية إلى جانب وجود مساحات طويلة من المحاور تجعل مشاهدة مناطق أكبر من الجهاز العصبي المركزي ذات الدقة العالية أمرًا صعبًا